# Запис Поповића орах (Горња Мутница)
Запис Поповића орах (Горња Мутница) се налази на парцели чији је власник Поповић Радомир.

## Локација
| Општина             | Параћин                                                                     |
| Катастарска општина | Горња Мутница                                                               |
| Потес               | Ракитов врх                                                                 |
| Координате          | 43° 52′ 53″ С; 21° 34′ 42″ И / 43.881500000000003° С; 21.578299999999999° И |
| Надморска висина    | 290m                                                                        |

## Карактеристике
Дендрометријске вредности утврђене на терену и сателитским снимцима:
| Стабло                     | Орах |
| Висина стабла              | m    |
| Обим дебла                 | m    |
| Пречник крошње             | 12m  |
| Пречник дебла              | m    |
| Висина дебла до прве гране | m    |

## База записа
Запис је у оквиру Викимедија пројекта "Запис - Свето дрво" заведен под редним бројем 0400.